# La trentesima perla
La trentesima perla è un film muto italiano del 1920 diretto e interpretato da Umberto Mozzato.